# Rosatom

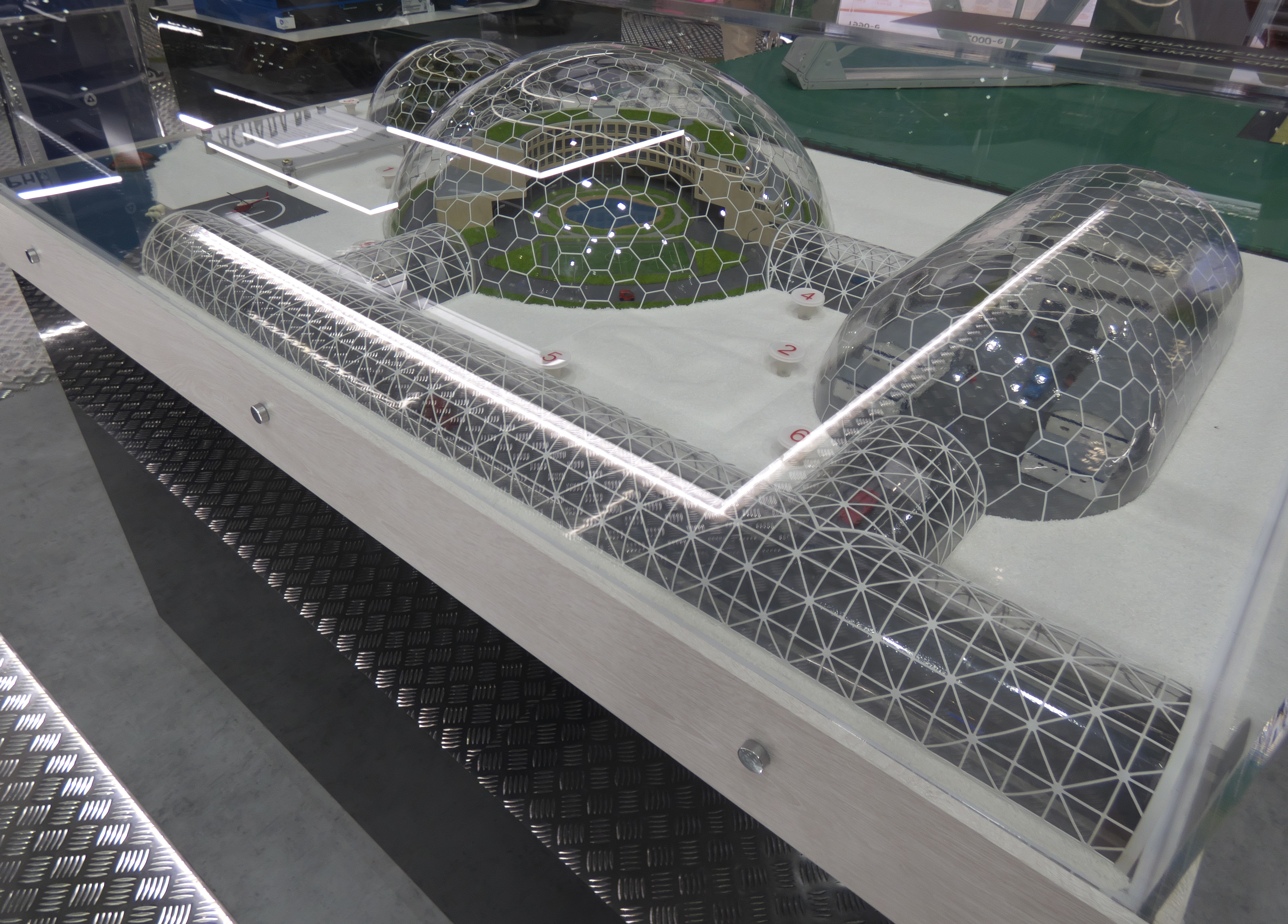
Complesso climatico artico di Rosatom

Rosatom (in russo Росатом?; abbreviazione di Gosudarstvennaja korporacija po atomnoj ėnergii in russo Государственная корпорация по атомной энергии?) è un'azienda pubblica russa attiva nel settore dell'energia nucleare e che raggruppa oltre 360 imprese.
Le attività di cui si occupa coprono tutti i campi del nucleare: estrazione, conversione e arricchimento dell'uranio, ingegneria meccanica rivolta alla produzione e alla costruzione delle centrali nucleari, smantellamento delle stesse e gestione del combustibile nucleare esaurito, assieme con i rifiuti radioattivi.
Le competenze di Rosatom includono anche attività non nucleari quali le energie rinnovabili, in particolare l'energia eolica, studi su nuovi materiali, supercomputer, robotica e laser. Ciò nonostante, il settore di riferimento rimane il nucleare.
Rosatom è il più grande produttore di elettricità in Russia, con una produzione di 203 TWh nel 2017 (pari al 19,9 % della produzione totale di elettricità nel paese), ed è secondo al mondo per le dimensioni del suo parco nucleare. La società è anche prima al mondo per il numero di reattori nucleari costruiti in funzione, 41 (6 in Russia e 35 all'estero); mentre è seconda per le riserve d'uranio e quarta per la quantità di uranio estratto annualmente.
La società opera una flotta di navi rompighiaccio a propulsione nucleare con base a Murmansk.
Nonostante i 70 anni di esperienza, Rosatom venne ufficialmente creata il 18 dicembre 2007. Il suo stato, i fini, gli obiettivi, le funzioni e i poteri sono definiti dalla legge federale 317-FZ, del 1º dicembre 2007. Ha sede a Mosca ed è diretta da Alexey Likhachev.
Il 12 marzo 2022 prende il controllo della centrale nucleare di Zaporižžja, a seguito dell'invasione russa dell'Ucraina.